# Odysia venusta
Odysia venusta är en fjärilsart som beskrevs av W. Warren 1900. Odysia venusta ingår i släktet Odysia och familjen mätare. Inga underarter finns listade i Catalogue of Life.